# Birkenau (Odenwald)
Birkenau im Odenwald ist eine Gemeinde des südhessischen Landkreises Bergstraße. Sie hat den Beinamen „Das Dorf der Sonnenuhren“. Die Gemeinde hält, mit 201 Exemplaren, den offiziellen RID-Weltrekord für die größte Sonnenuhrendichte an einem Ort.

## Geografie

### Geografische Lage
Die Gemeinde liegt im Weschnitztal im Odenwald etwa 25 km nördlich von Heidelberg und rund 20 km nordöstlich von Mannheim. Sie befindet sich an der B 38 und wird von der Weschnitz durchflossen.

### Nachbargemeinden
Birkenau grenzt im Norden an die Gemeinde Mörlenbach, im Osten an die Gemeinde Abtsteinach, im Süden an die Gemeinde Gorxheimertal sowie im Westen an die Städte Weinheim und Hemsbach (beide Rhein-Neckar-Kreis in Baden-Württemberg).

### Gemeindegliederung
Die Gemeinde Birkenau gliedert sich in die folgenden Ortsteile:
- Kerngemeinde Birkenau
- Buchklingen (Gemarkung Löhrbach)
- Hornbach
- Kallstadt (nie selbständiges Dorf, wird als Ortsteil bezeichnet, Ortsbezirk gemeinsam mit der Kerngemeinde)
- Löhrbach mit dem Weiler Schnorrenbach
- Nieder-Liebersbach
- Reisen mit dem Weiler Schimbach

### Klima
Durch die Lage nahe an der Bergstraße herrscht in Birkenau ein mildes Klima, das häufig in einer für Deutschland sehr frühen Mandelbaumblüte sichtbar wird.

## Geschichte

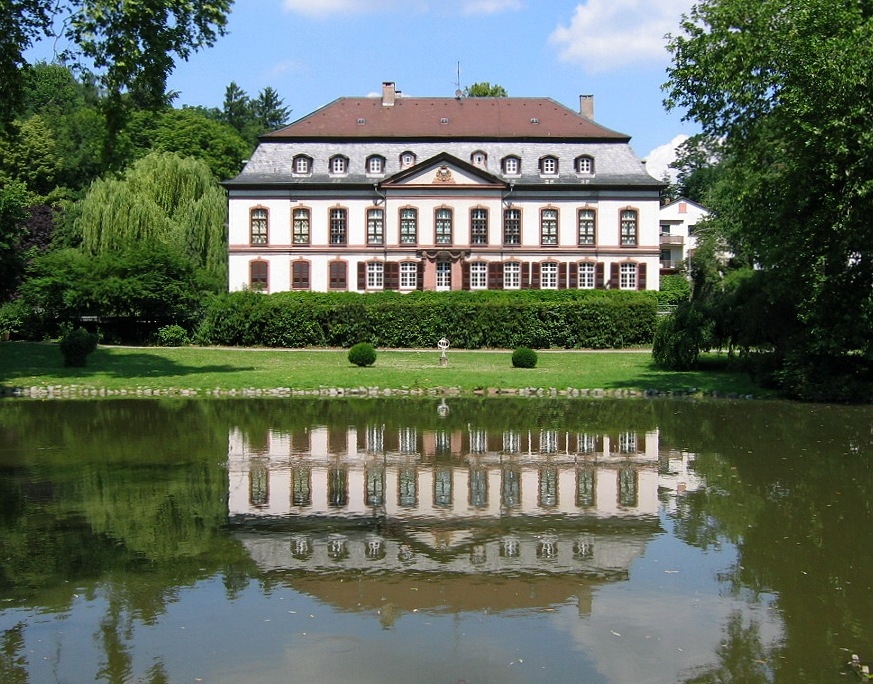
Birkenauer Schloss

### Historische Namensformen
Historisch dokumentierte Erwähnungen des Ortes sind (in Klammern das Jahr der Erwähnung): Birkenowa (773, 795), Birkenouua, cella (846), Birchenowa, villa (877), Birkenouua (897), Prechauwe (1392), Birkenau (1392), Pirckenauwe (1392) und Birkenauwe (1437).

### Ortsgeschichte
Die erste urkundliche Erwähnung von Birkenau erfolgte 795 im Dokument einer Grenzbereinigung zum Besitz des Klosters Lorsch  in der „Mark Heppenheim“, einer Schenkung durch Karl den Großen an das Reichskloster Lorsch. Damit wurde dieses aufgewertet und so dem Zugriff der Diözesen Mainz und Worms entzogen. Die Mark Heppenheim umfasste den größten Teil des heutigen Landkreises Bergstraße und große Teile des Odenwaldkreises. In der Grenzbeschreibung von 773 wird Birkenau noch nicht erwähnt. Im Zusammenhang mit dieser Schenkung entwickelten sich Grenzstreitigkeiten zwischen dem Kloster Lorsch und der Diözese Worms, die 795 zur Einberufung eines Schiedsgerichtes auf dem Kahlberg bei Weschnitz führten, einer alten Versammlungs- und Gerichtsstätte unweit der heutigen Walburgiskapelle. Als Ergebnis dieses Schiedsgerichtes wurde eine neue Grenzbeschreibung festgelegt, die nun auch die wichtigsten Orte innerhalb der Grenzen der Mark Heppenheim benannte, nämlich Furte (Fürth), Rintbach (Rimbach), Morlenbach (Mörlenbach), Birkenowa (Birkenau), Winenheim (Weinheim), Heppenheim, Besinsheim (Bensheim), Urbach (Auerbach), Lauresham (Lorsch) und Bisestat (Bürstadt).
Graf Werinher schenkte 846 die Zelle Birkenau dem Kloster Lorsch. Bischof Adalbero von Augsburg, der vermutlich im Mai 895 (auf der Synode von Trebur) von König Arnolf zum Abt des an vielen Gebrechen leidenden Klosters Lauresheim (Lorsch) bestellt worden war, empfing als solcher auch Birkenau 897 zum Lehen. Als Besitz des Lorscher Klosters fiel der Ort 1232 unter die Herrschaft des Erzbistums Mainz. Die Ortsteile Hornbach und Balzenbach waren dagegen kurpfälzisch, so dass sie und Birkenau nach der Reformation unterschiedlichen Bekenntnissen angehörten. 1568 und 1613 ist Birkenau im Besitz der Freiherren Wambolt von Umstadt und der Landschad von Steinach zu finden, 1653 kam es an den Reichshofrat von Bohn, nach Aussterben von dessen Familie wurde es an die Freiherren Wambolt von Umstadt belehnt, und 1806 kam das Amt an das Großherzogtum Hessen. 1552 wurde das Rathaus erbaut, 1771 das Schloss der Herren Wambolt von Umstadt.
Die Statistisch-topographisch-historische Beschreibung des Großherzogthums Hessen berichtet 1829 über Birkenau:

„Birkenau (L. Bez. Lindenfels) luth. und kath. Pfarrdorf; liegt an der Weschnitz, 3 1⁄2 St. von Lindenfels in einem sehr romantischen Thale, und gehört dem Freiherrn von Wambold. Der Ort hat mit Einschluß von Kallstadt 152 Häuser und 1172 Seelen, unter welchen 677 Luth., 398 Kath., 31 Reform. und 66 Juden sind. Man findet 1 luth., den 11. Juni 1820 eingeweihte Kirche, eine kath. Kirche, 1 Synagoge, 3 Mahlmühlen und 1 Mahl-, Oel-, Schneid-, Gyps- und Reibmühle; sodann ein Grenzzollamt II. Classe und eine von Wamboldische Receptur. Jährlich werden 3 Märkte gehalten. - Die Familie von Wambold besitzt hier ein artiges Schloß mit einem Garten, dessen schöne Anlagen aber ganz verwildern. – Birkenau (Birkenowa) gehörte zur Heppenheimer Mark, und wurde 773 von Kaiser Carl dem Großen dem Kloster Lorsch geschenkt, so wie die Celle von dem Gaugrafen Wernher, 846, diesem Kloster übergeben wurde. Mit der Abtei Lorsch kam der Ort an Mainz, welches ihn aber wieder zu Lehen gab. So besaß denselben im Jahr 1420 und die folgende Zeit, die adelige Familie der Schwendten von Weinheim, so wie namentlich Eberhard und Bernhard Schwendt mit einem Theil des Dorfs und Zugehörs belehnt wurde. Er kam nachher an die Wambolde von Umstadt und die Forstmeister von Gelnhausen, welch letztere ihren Antheil den Wambolden überließen. Der andere Theil des Dorfs kam als ein Lehen an die Landschaden von Steinach. Später, von 1653 an, kam das Ganze an den Reichshofrath von Behn, bis nach dem Ausgang dieser Familie, 1721, das Ganze als eröffnetes Lehen an Mainz zurückfiel, welches die Wambolde wieder damit belehnte. Hinsichtlich der obersten Gerichtsbarkeit fanden zwischen Mainz und Pfalz einige Mißhelligkeiten statt, die aber nie entschieden wurden. Der Ort gehörte zum vormaligen Ritterkanton Odenwald, und 1806 kam die von Baden anerkannte Souveraintät an Hessen.“

Bis 1964 wuchs die Einwohnerzahl auf über 5.000 an. 1967 wurde die Gemeinde als Erholungsort und 1979 als Luftkurort anerkannt, hat das Prädikat Luftkurort aufgrund des geringen Fremdenverkehrs aber nicht neu beantragt. Der Ort ist jedoch noch Erholungsort. 1995 feierte Birkenau das 1200-jährige Bestehen.
Eingemeindungen 1970/72
Im Zuge der Gebietsreform in Hessen wurden die bis dahin selbständigen Gemeinden Kallstadt (am 1. Juli 1970), Hornbach, Reisen (beide am 31. Dezember 1970), Löhrbach und Nieder-Liebersbach (beide am 31. Dezember 1971) auf freiwilliger Basis nach Birkenau eingegliedert. Am 1. August 1972 wurden außerdem der bis dahin zur Gemarkung Mackenheim gehörende Weiler Schnorrenbach, der als Exklave jenseits des westlichen Nachbarortes Vöckelsbach liegt, durch das Gesetz zur Neugliederung des Landkreises Bergstraße in die Gemeinde Birkenau eingegliedert. Für das Gebiet der ehemaligen Gemeinden sowie für die Kerngemeinde Birkenau mit Kallstadt wurden per Hauptsatzung Ortsbezirke mit Ortsbeirat und Ortsvorsteher nach der Hessischen Gemeindeordnung errichtet. Die Grenzen der Ortsbezirke folgen den Gemarkungsgrenzen.

### Verwaltungsgeschichte im Überblick
Die folgende Liste zeigt die Staaten und Verwaltungseinheiten, denen Birkenau angehört(e):
- vor 1806: Heiliges Römisches Reich, Freiherr Wamboldt von und zu Umstadt, Amt Birkenau (Mannlehen von Kurmainz)
- ab 1806: Großherzogtum Hessen  (Souveränitätslande),[Anm. 2] Fürstentum Starkenburg, Amt Birkenau
- ab 1815: Großherzogtum Hessen[Anm. 3] (Souveränitätslande), Provinz Starkenburg, Amt Birkenau
- ab 1820: Großherzogtum Hessen, Provinz Starkenburg, Patrimonialgericht Birkenau (Freiherren von Wambolt)
- ab 1821: Großherzogtum Hessen, Provinz Starkenburg, Landratsbezirk Lindenfels[Anm. 4]
- ab 1832: Großherzogtum Hessen, Provinz Starkenburg, Kreis Heppenheim
- ab 1848: Großherzogtum Hessen, Regierungsbezirk Heppenheim
- ab 1852: Großherzogtum Hessen, Provinz Starkenburg, Kreis Lindenfels
- ab 1871: Deutsches Reich,[Anm. 5] Großherzogtum Hessen, Provinz Starkenburg, Kreis Lindenfels
- ab 1874: Deutsches Reich,  Großherzogtum Hessen, Provinz Starkenburg, Kreis Heppenheim
- ab 1918: Deutsches Reich, Volksstaat Hessen,[Anm. 6] Provinz Starkenburg, Kreis Heppenheim
- ab 1938: Deutsches Reich, Volksstaat Hessen, Landkreis Worms[21][Anm. 7]
- ab 1945: Amerikanische Besatzungszone,[Anm. 8] Groß-Hessen, Regierungsbezirk Darmstadt, Landkreis Bergstraße
- ab 1946: Amerikanische Besatzungszone, Hessen, Regierungsbezirk Darmstadt, Landkreis Bergstraße
- ab 1949: Bundesrepublik Deutschland, Hessen, Regierungsbezirk Darmstadt, Landkreis Bergstraße

## Bevölkerung

### Einwohnerstruktur 2011/2022
Nach den Erhebungen des Zensus 2011/Zensus 2022 lebten am Stichtag, dem 9. Mai 2011 / 15. Mai 2022, in Birkenau 10.129/9.469 Einwohner. Darunter waren 733/1067 (7,2 % / 11,2 %) Ausländer, von denen 315/501 aus dem EU-Ausland, 329/378 aus anderen europäischen Ländern und 88/190 aus anderen Staaten kamen./ (Bis zum Jahr 2020 erhöhte sich die Ausländerquote auf 11,6 %.) Nach dem Lebensalter waren 1658/1480 Einwohner unter 18 Jahren, 3975/3145 waren zwischen 18 und 49, 2222/2438 zwischen 50 und 64 und 2272/2428 Einwohner waren älter./ Die Einwohner lebten in 4398/2748 Haushalten. Davon waren 1212/? Singlehaushalte, 1309/1299 Paare ohne Kinder und 1466/1135 Paare mit Kindern, sowie 347/315 Alleinerziehende und 60/? Wohngemeinschaften./ In 981/533 Haushalten lebten ausschließlich Senioren und in 2828/1736 Haushaltungen lebten keine Senioren./

### Einwohnerentwicklung
| • 1829: | 1172 Einwohner, 152 Häuser |
| • 1867: | 1340 Einwohner, 187 Häuser |

| Birkenau: Einwohnerzahlen von 1829 bis 2022 | Birkenau: Einwohnerzahlen von 1829 bis 2022 | Birkenau: Einwohnerzahlen von 1829 bis 2022 | Birkenau: Einwohnerzahlen von 1829 bis 2022 | Birkenau: Einwohnerzahlen von 1829 bis 2022 |
| --- | ------------------------------------------- | ------------------------------------------- | ------------------------------------------- | ------------------------------------------- |
| Jahr |                                             |                                             |                                             | Einwohner                                   |
| 1829 | 1829                                        |                                             | 1.172                                       | 1.172                                       |
| 1834 | 1834                                        |                                             | 1.166                                       | 1.166                                       |
| 1840 | 1840                                        |                                             | 1.269                                       | 1.269                                       |
| 1846 | 1846                                        |                                             | 1.342                                       | 1.342                                       |
| 1852 | 1852                                        |                                             | 1.308                                       | 1.308                                       |
| 1858 | 1858                                        |                                             | 1.357                                       | 1.357                                       |
| 1864 | 1864                                        |                                             | 1.306                                       | 1.306                                       |
| 1871 | 1871                                        |                                             | 1.330                                       | 1.330                                       |
| 1875 | 1875                                        |                                             | 1.391                                       | 1.391                                       |
| 1885 | 1885                                        |                                             | 1.466                                       | 1.466                                       |
| 1895 | 1895                                        |                                             | 1.662                                       | 1.662                                       |
| 1905 | 1905                                        |                                             | 2.004                                       | 2.004                                       |
| 1910 | 1910                                        |                                             | 2.213                                       | 2.213                                       |
| 1925 | 1925                                        |                                             | 2.347                                       | 2.347                                       |
| 1939 | 1939                                        |                                             | 2.827                                       | 2.827                                       |
| 1946 | 1946                                        |                                             | 3.845                                       | 3.845                                       |
| 1950 | 1950                                        |                                             | 4.047                                       | 4.047                                       |
| 1956 | 1956                                        |                                             | 4.231                                       | 4.231                                       |
| 1961 | 1961                                        |                                             | 4.503                                       | 4.503                                       |
| 1967 | 1967                                        |                                             | 5.097                                       | 5.097                                       |
| 1970 | 1970                                        |                                             | 5.308                                       | 5.308                                       |
| 1972 | 1972                                        |                                             | 9.378                                       | 9.378                                       |
| 1975 | 1975                                        |                                             | 9.515                                       | 9.515                                       |
| 1980 | 1980                                        |                                             | 10.038                                      | 10.038                                      |
| 1985 | 1985                                        |                                             | 10.336                                      | 10.336                                      |
| 1990 | 1990                                        |                                             | 10.446                                      | 10.446                                      |
| 1995 | 1995                                        |                                             | 10.578                                      | 10.578                                      |
| 2000 | 2000                                        |                                             | 10.432                                      | 10.432                                      |
| 2005 | 2005                                        |                                             | 10.343                                      | 10.343                                      |
| 2010 | 2010                                        |                                             | 10.029                                      | 10.029                                      |
| 2011 | 2011                                        |                                             | 10.129                                      | 10.129                                      |
| 2015 | 2015                                        |                                             | 9.933                                       | 9.933                                       |
| 2020 | 2020                                        |                                             | 9.852                                       | 9.852                                       |
| 2022 | 2022                                        |                                             | 9.469                                       | 9.469                                       |
| Datenquelle: Historisches Gemeindeverzeichnis für Hessen: Die Bevölkerung der Gemeinden 1834 bis 1967. Wiesbaden: Hessisches Statistisches Landesamt, 1968. Weitere Quellen: LAGIS; 1972; Hessisches Statistisches Informationssystem; Zensus 2011; Zensus 2022; Ab 1970 einschließlich der im Zuge der Gebietsreform in Hessen eingegliederten Orte. |                                             |                                             |                                             |                                             |

### Historische Religionszugehörigkeit
| • 1829: | 677 lutheranische (= 57,76 %), 31 reformierte (= 2,65 %), 66 jüdische (= 5,63 %) und 398 katholische (= 33,96 %) Einwohner |
| • 1961: | 2571 evangelische (= 57,10 %), 1718 katholische (= 38,15 %) Einwohner                                                      |
| • 1987: | 5050 evangelische (= 49,47 %),4036 katholische (= 39,53 %), 1123 sonstige (= 11,00 %) Einwohner                            |
| • 2011: | 3951 evangelische (= 39,0 %), 3236 katholische (= 31,9 %), 2942 sonstige (= 29,0 %) Einwohner                              |
| • 2022: | 2967 evangelische (= 31,3 %), 2466 katholische (= 26,0 %), 4057 sonstige (= 42,8 %) Einwohner                              |

### Erwerbstätigkeit
Die Gemeinde im Vergleich mit Landkreis, Regierungsbezirk Darmstadt und Hessen:
|                                                   | Jahr | Gemeinde | Landkreis | Regierungsbezirk | Hessen    |
| ------------------------------------------------- | ---- | -------- | --------- | ---------------- | --------- |
| Sozialversicherungspflichtig Beschäftigte         | 2017 | 1163     | 72.939    | 1.695.567        | 2.524.156 |
| Veränderung zu                                    | 2000 | +6,5 %   | +17,1 %   | +16,1 %          | +16,0 %   |
| davon Vollzeit                                    | 2017 | 62,5 %   | 70,8 %    | 72,8 %           | 71,8 %    |
| davon Teilzeit                                    | 2017 | 37,5 %   | 29,2 %    | 27,2 %           | 28,2 %    |
| Ausschließlich geringfügig entlohnte Beschäftigte | 2017 | 557      | 15.613    | 224.267          | 372.991   |
| Veränderung zu                                    | 2000 | −19,2 %  | −4,3 %    | +9,0 %           | +8,8 %    |

| Branche                         | Jahr | Gemeinde | Landkreis | Regierungsbezirk | Hessen |
| ------------------------------- | ---- | -------- | --------- | ---------------- | ------ |
| Produzierendes Gewerbe          | 2000 | 27,6 %   | 39,6 %    | 27,0 %           | 30,6 % |
|                                 | 2017 | 27,3 %   | 32,1 %    | 20,4 %           | 24,3 % |
| Handel, Gastgewerbe und Verkehr | 2000 | 28,8 %   | 25,1 %    | 26,4 %           | 25,1 % |
|                                 | 2017 | 24,9 %   | 25,8 %    | 24,7 %           | 23,8 % |
| Unternehmensdienstleistungen    | 2000 | 15,9 %   | 11,6 %    | 25,1 %           | 20,2 % |
|                                 | 2017 | 16,9 %   | 15,5 %    | 31,6 %           | 26,1 % |
| Sonstige Dienstleistungen       | 2000 | 27,3 %   | 22,0 %    | 20,1 %           | 22,5 % |
|                                 | 2017 | 30,5 %   | 25,3 %    | 23,0 %           | 25,4 % |
| Sonstiges (bzw. ohne Zuordnung) | 2000 | 00,5 %   | 01,7 %    | 01,4 %           | 01,5 % |
|                                 | 2017 | 00,7 %   | 01,1 %    | 00,3 %           | 00,4 % |

## Politik

### Gemeindevertretung
Die Kommunalwahl am 14. März 2021 lieferte folgendes Ergebnis, in Vergleich gesetzt zu früheren Kommunalwahlen:

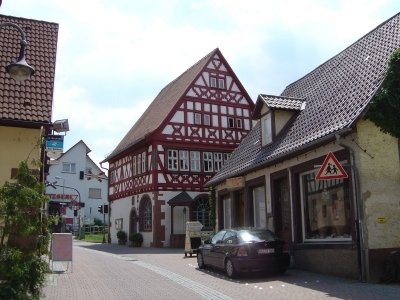
Altes Rathaus

| Sitzverteilung in der Gemeindevertretung 2021Insgesamt 31 Sitze - SPD: 8 - Grüne: 8 - FDP: 5 - CDU: 10 | Parteien und Wählergemeinschaften | Parteien und Wählergemeinschaften           | % 2021 | Sitze 2021 | % 2016 | Sitze 2016 | % 2011 | Sitze 2011 | % 2006 | Sitze 2006 | % 2001 | Sitze 2001 |
| Sitzverteilung in der Gemeindevertretung 2021Insgesamt 31 Sitze - SPD: 8 - Grüne: 8 - FDP: 5 - CDU: 10 | CDU                               | Christlich Demokratische Union Deutschlands | 31,7   | 10         | 30,4   | 10         | 33,1   | 10         | 35,6   | 13         | 37,4   | 14         |
| Sitzverteilung in der Gemeindevertretung 2021Insgesamt 31 Sitze - SPD: 8 - Grüne: 8 - FDP: 5 - CDU: 10 | SPD                               | Sozialdemokratische Partei Deutschlands     | 27,4   | 8          | 29,4   | 9          | 29,7   | 9          | 38,3   | 14         | 44,4   | 16         |
| Sitzverteilung in der Gemeindevertretung 2021Insgesamt 31 Sitze - SPD: 8 - Grüne: 8 - FDP: 5 - CDU: 10 | GRÜNE                             | Bündnis 90/Die Grünen                       | 25,1   | 8          | 17,1   | 5          | 22,6   | 7          | –      | –          | –      | –          |
| Sitzverteilung in der Gemeindevertretung 2021Insgesamt 31 Sitze - SPD: 8 - Grüne: 8 - FDP: 5 - CDU: 10 | FWV                               | Freie Wählervereinigung Birkenau            | –      | –          | 12,6   | 4          | 10,6   | 4          | 21,0   | 8          | 13,6   | 5          |
| Sitzverteilung in der Gemeindevertretung 2021Insgesamt 31 Sitze - SPD: 8 - Grüne: 8 - FDP: 5 - CDU: 10 | FDP                               | Freie Demokratische Partei                  | 15,8   | 5          | 10,5   | 3          | 4,0    | 1          | 5,1    | 2          | 4,5    | 2          |
| Sitzverteilung in der Gemeindevertretung 2021Insgesamt 31 Sitze - SPD: 8 - Grüne: 8 - FDP: 5 - CDU: 10 | gesamt                            | gesamt                                      | 100,0  | 31         | 100,0  | 31         | 100,0  | 31         | 100,0  | 37         | 100,0  | 37         |
| Sitzverteilung in der Gemeindevertretung 2021Insgesamt 31 Sitze - SPD: 8 - Grüne: 8 - FDP: 5 - CDU: 10 | Wahlbeteiligung in %              | Wahlbeteiligung in %                        | 64,1   | 64,1       | 50,8   | 50,8       | 52,8   | 52,8       | 52,3   | 52,3       | 54,4   | 54,4       |

### Bürgermeister
Nach der hessischen Kommunalverfassung wird der Bürgermeister für eine sechsjährige Amtszeit gewählt, seit dem Jahr 1993 in einer Direktwahl, und ist Vorsitzender des Gemeindevorstands, dem in der Gemeinde Birkenau neben dem Bürgermeister ehrenamtlich ein Erster Beigeordneter und sechs weitere Beigeordnete angehören. Bürgermeister ist seit dem 21. Mai 2021 der parteiunabhängige Milan Mapplassary. Er wurde als Nachfolger von Helmut Morr, der nach zwei Amtszeiten nicht wieder kandidiert hatte, am 14. März 2021 im ersten Wahlgang bei 64,6 Prozent Wahlbeteiligung mit 78,6 Prozent der Stimmen gewählt.
Amtszeiten der Bürgermeister
- 2021–2027 Milan Mapplassary[43]
- 2009–2021 Helmut Morr
- 2003–2009 Ingrid Berbner (FWG)
- 1992–2003 Albert Kanz (SPD)[47]
- 1968–1992 Willi Flemming
- 1963–1967 Karl Stief
- 1948–1962 Adam Weber
- 1945–1948 Georg Hirt
- 1945–1945 Germann Guby (von der amerikanischen Militärkommandantur eingesetzt)
- 1928–1945 Adam Jakob VI
- 1922–1928 Peter Brehm
- 1911–1922 Adam Jakob VI

### Ortsbezirke
Folgende Ortsbezirke mit Ortsbeirat und Ortsvorsteher nach der Hessischen Gemeindeordnung gibt es im Gemeindegebiet:
- Ortsbezirk Kerngemeinde Birkenau mit dem Ortsteil Kallstadt (Gebiete der ehemaligen Gemeinden Birkenau und der Gemarkung Kallstadt). Der Ortsbeirat besteht aus 9 Mitgliedern.
- Ortsbezirk Nieder-Liebersbach (Gebiete der ehemaligen Gemeinde Nieder-Liebersbach). Der Ortsbeirat besteht aus 9 Mitgliedern.
- Ortsbezirk Reisen (Gebiete der ehemaligen Gemeinde Reisen). Der Ortsbeirat besteht aus 9 Mitgliedern.
- Ortsbezirk Hornbach (Gebiete der ehemaligen Gemeinde Hornbach). Der Ortsbeirat besteht aus 7 Mitgliedern.
- Ortsbezirk Löhrbach (Gebiete der ehemaligen Gemeinde Löhrbach). Der Ortsbeirat besteht aus 7 Mitgliedern.
- Ortsbezirk Buchklingen (Gebiete der ehemaligen Gemeinde Buchklingen). Der Ortsbeirat besteht aus 5 Mitgliedern.

### Ortsbeirat Kerngemeinde und Kallstadt
- SPD: 2
- Grüne: 2
- FDP: 2
- CDU: 3

Bei den Kommunalwahlen in Hessen 2021 betrug sie Wahlbeteiligung zum Ortsbeirat Birkenau mit Kallstadt 63,45 %. Dabei wurden gewählt: zwei Mitglieder der SPD, drei Mitglieder der CDU, zwei Mitglieder der FDP und zwei Mitglieder der Grünen an. Der Ortsbeirat wählte Alexandra Stadler (CDU) zur Ortsvorsteherin.

### Wappen

| | Blasonierung: „In Rot eine bewurzelte silberne Birke, deren Stamm mit einem silbernen Maueranker in Form des Großbuchstabens H überdeckt ist.“ |
| Wappenbegründung: Das durch die Birke redende Bild im Schild steht schon in dem 1591 datierten Centgerichtssiegel von Birkenau, dessen Stempel 1931 wieder aufgefunden wurde. Das H-förmige Zeichen hat man im neuesten Schrifttum als Gemarkungszeichen erklärt und mit der Heppenheimer Mark in Verbindung gebracht. Nach Angabe der Gemeinde handelt es sich jedoch um einen Maueranker. Die Farben Silber und Rot rechtfertigen sich wegen der früheren Lehnsherrschaft der Mainzer Kurfürsten. Das Wappen wurde von dem Darmstädter Heraldiker Georg Massoth gestaltet und am 22. Juli 1926 durch das Ministerium des Innern des Volksstaates Hessen verliehen. | |

### Flagge
Die Flagge wurde der Gemeinde am 27. August 1976 genehmigt und wird wie folgt beschrieben:
Flaggenbeschreibung: „In von Weiß und Rot geständertem Flaggentuch das Gemeindewappen.“

### Städtepartnerschaften
- La Rochefoucauld, Département Charente, Frankreich

## Kultur und Sehenswürdigkeiten

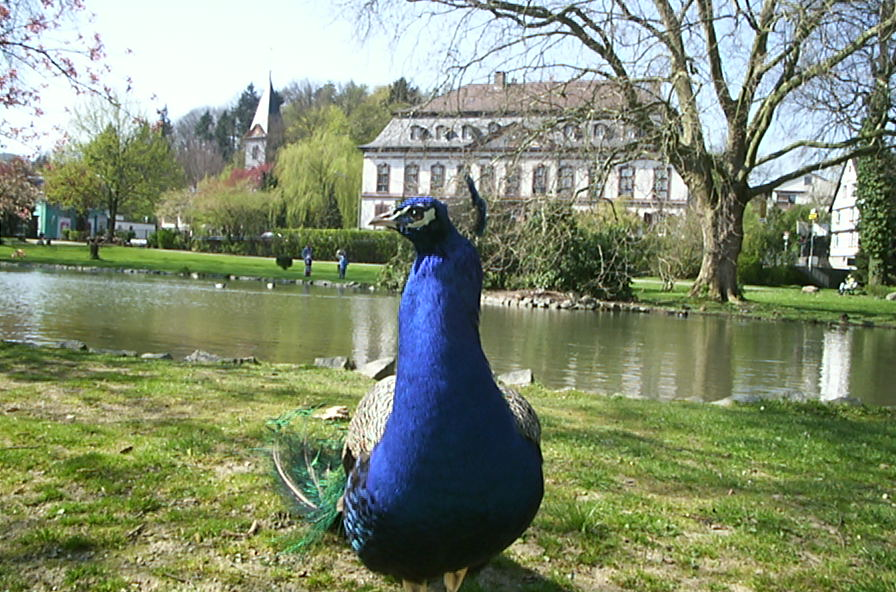
Pfau im Schlosspark

### Bauwerke
- Historisches Rathaus (1552 – das Älteste im Landkreis Bergstraße) mit Pranger und Normal-Elle
- Birkenauer Barockschloss und Schlosspark des Freiherrn Wambolt von Umstadt
- Rotkreuzmuseum Birkenau[53]
- Dorf der Sonnenuhren (über 200 Sonnenuhren und ein Sonnenuhrengarten am Ende der Bahnhofstraße)[54]
- Sonnenuhrenschule Birkenau

### Natur
Rund um Birkenau befinden sich mehrere Naturschutzgebiete und eine beachtliche Anzahl von Wanderwegen. Diese Wanderwege finden sich einerseits in den Wäldern rund um Birkenau, jedoch lohnt z. B. auch der „Höhenweg“ (Europäischer Fernwanderweg Nr. 1, Plateauweg zwischen Birkenau und Reisen) einen Besuch, da man von ihm aus einen sehr schönen Blick über Birkenau und Nieder-Liebersbach hat.
In den Wäldern von Birkenau ist es keine Seltenheit, einheimische Waldtiere zu sehen wie z. B. Rehe, Vögel, Hasen etc. Es finden sich auch Fuchshöhlen.

### Sport
Überregional bekannt ist der TSV Birkenau durch seine Handballabteilung. Die Mannschaft spielte in der ersten Handball-Bundesliga und wurde 1974 Deutscher Meister im Feldhandball. Mit dem VfL Birkenau ist die Gemeinde in der Fußball-Kreisoberliga vertreten. Die Sportvereinigung im Ortsteil Nieder-Liebersbach ist vor allem durch ihre Sportakrobaten bundesweit bekannt: Mehr als 60 Deutsche Meistertitel und viele internationale Erfolge tragen zum Renommée der Gemeinde bei. Die Ringer sind seit Jahren eine feste Größe in der Ringer-Oberliga Nordbaden. Die SVG trägt gemeinsam mit den Nachbarvereinen TV Reisen, SKG Ober-Mumbach und SKG Bonsweiher die Handball-Spielgemeinschaft HSG Weschnitztal. Diese ist in der Saison 2024/25 erstmals in der Handball-Oberliga Baden vertreten. In der Jugend-Spielgemeinschaft JSG Weschniztal bilden die Vereine zusammen mit dem TSV Birkenau den männlichen Nachwuchs aus. Weitere Erwähnung verdienen der Tennisverein Blau-Weiß Birkenau und die SKG Löhrbach im gleichnamigen Ortsteil. Eine Besonderheit in Birkenau ist, dass die Sportvereine TSV, VfL, SVG, BW und SKG jeweils über eigene Sportanlagen und Sporthallen verfügen, die sie im Wesentlichen aus Vereinsmitteln finanzieren und unterhalten.

## Wirtschaft und Infrastruktur

### Flächennutzung
Das Gemeindegebiet umfasst eine Gesamtfläche von 2455 Hektar, davon entfallen in ha auf:
| Nutzungsart             | Nutzungsart             | 2011 | 2015 |
| ----------------------- | ----------------------- | ---- | ---- |
| Gebäude- und Freifläche | Gebäude- und Freifläche | 249  | 254  |
| davon                   | Wohnen                  | 185  | 187  |
|                         | Gewerbe                 | 6    | 8    |
| Betriebsfläche          | Betriebsfläche          | 5    | 4    |
| davon                   | Abbauland               | 3    | 3    |
| Erholungsfläche         | Erholungsfläche         | 17   | 20   |
| davon                   | Grünanlage              | 6    | 8    |
| Verkehrsfläche          | Verkehrsfläche          | 108  | 128  |
| Landwirtschaftsfläche   | Landwirtschaftsfläche   | 1274 | 1221 |
| davon                   | Moor                    | 0    | 0    |
|                         | Heide                   | 0    | 0    |
| Waldfläche              | Waldfläche              | 778  | 790  |
| Wasserfläche            | Wasserfläche            | 9    | 15   |
| Sonstige Nutzung        | Sonstige Nutzung        | 15   | 23   |

### Tourismus

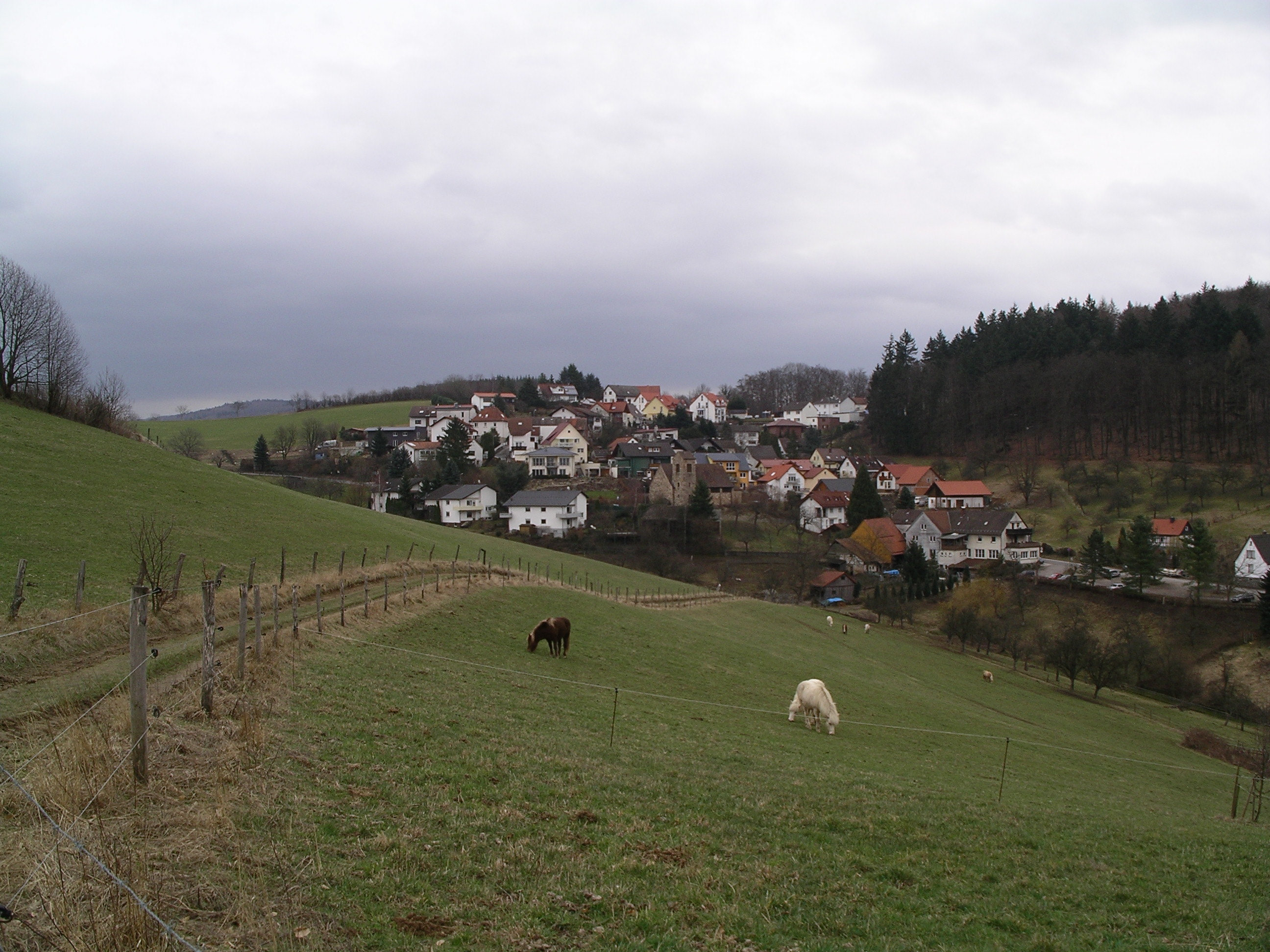
Buchklingen

Ein beliebtes Wochenendausflugsziel sowie Raststätte für Wanderer ist Buchklingen.
In Schnorrenbach befindet sich ein Wintersportgebiet mit einem Abfahrtshang (450 Meter lang) und Skilift. Im Sommer wird seit 15 Jahren jährlich das internationale FIS-Camp für Kinder und Jugendliche sowie der Deutschlandpokal im Grasski ausgetragen. Dabei starteten bisher Grasskifahrer aus Österreich, Tschechien, Italien, Deutschland und auch Japan. Es ist eine Flutlichtanlage installiert. Der Betrieb des Skilifts wurde im Januar 2020 eingestellt.

### Verkehr
Birkenau liegt im Bereich des Verkehrsverbundes Rhein-Neckar und im Rhein-Main Verkehrsverbund. Der Bahnhof Birkenau liegt an der Weschnitztalbahn Weinheim–Fürth (Odenwald). Dort halten stündlich, wochentags in den Hauptverkehrszeiten halbstündlich, Regionalbahnen der DB Regio AG. Unterstützt werden die Züge durch die mehrmals täglich verkehrenden Linien 681, 684 und 688 der Busverkehr Rhein-Neckar GmbH.
Weiterhin führte bis zuletzt die Bundesstraße 38 durch Birkenau. Diese wurde durch die Öffnung des Saukopftunnel im Jahre 1999 praktisch „außerorts“ gelegt. Die „alte B 38“ ist nun die L 3408.

### Öffentliche Einrichtungen
- Freibad Birkenau

### Bildung
- 7 Kindergärten
- 2 Grundschulen (Sonnenuhrenschule, Grundschule Nieder-Liebersbach)
- 1 Haupt- und Realschule (Langenbergschule)

## Persönlichkeiten

### Söhne und Töchter des Ortes
- Valentin Kinscherf (1793–1857), Landtagsabgeordneter
- Philipp Wambolt von Umstadt (1828–1887), Gutsbesitzer und Mitglied der Landstände des Großherzogtums Hessen
- Willi Trautmann (1924–1966), Tischtennisspieler
- Ernst-Peter Stephan (* 1947), Mathematiker und Hochschullehrer
- Olaf Hofmann (* 1956), Gewerkschafter
- Sascha Stein (* 1984), Dartspieler

### Mit Birkenau verbunden
- Hugo Gilmer (1822–1871), Gutsbesitzer auf dem Haselhof bei Birkenau und Abgeordneter der 2. Kammer der Landstände des Großherzogtums Hessen
- Jannik Kohlbacher (* 1995), Handball-Nationalspieler, wuchs im Ortsteil Reisen auf.
- Lilo Beil (1947–2025), Schriftstellerin, lebte von 1976 bis zu ihrem Tod in Birkenau-Hornbach[64]